# Zeki Alasya

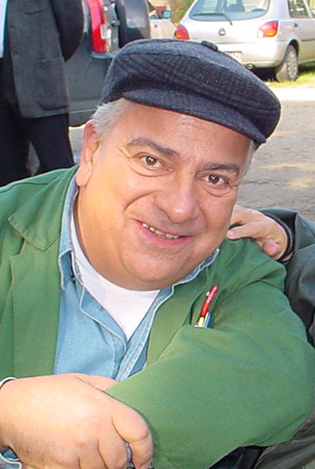
Zeki Alasya, 2003

Zeki Alasya (* 18. April 1943 in Istanbul; † 8. Mai 2015 ebenda) war ein türkischer Schauspieler, Theaterdarsteller, Filmregisseur und Drehbuchautor. Durch seine künstlerische Partnerschaft mit Metin Akpınar bildete er eines der bekanntesten Komikerduos der türkischen Filmgeschichte. Er ist der Neffe von Kâmil Pascha.

## Werdegang
Nachdem Zeki Alasya im Jahr 1959 seinen Abschluss am Robert College in Istanbul erlangt hatte, trat er zunächst im MTTB Theater als Amateurschauspieler auf. Er war Mitbegründer des 1967 eröffneten Devekuşu-Theaters, das als erstes türkisches Kabarett-Theater gilt. 1973 drehte er seinen ersten professionellen Film und seit 1977 führte er auch Regie.
Den Großteil seiner Filme spielte er mit Metin Akpınar, wobei ihm in der Regel die Rolle des Tollpatsches zukam.
Seit dem 22. April 2015 befand Alasya sich aufgrund einer Lebererkrankung in einem Istanbuler Krankenhaus. Er starb am 8. Mai 2015 an den Folgen seiner Erkrankung.

## Filmografie

### Darsteller

#### Filme
| - 1972: Karaoğlan Geliyor - 1972: Sev Kardeşim - 1972: Tarkan Altın Madalyon - 1972: Tatlı Dillim - 1973: Hamsi Nuri - 1973: Kaynanam Kudurdu - 1973: Kolsuz Kahramanın Kolu - 1973: Yalancı Yarim - 1974: Beş Tavuk Bir Horoz - 1974: Köyden İndim Şehire - 1974: Mavi Boncuk - 1974: Mirasyediler - 1974: Salak Milyoner - 1974: İmparator - 1974: Şenlik Var / Bal Kız - 1975: Beş Milyoncuk Borç Verir Misin - 1975: Güler Misin Ağlar Mısın - 1975: Nereden Çıktı Bu Velet - 1976: Hasip İle Nasip - 1976: Her Gönülde Bir Aslan Yatar - 1976: Nereye Bakıyor Bu Adamlar - 1977: Aslan Bacanak - 1977: Sivri Akıllılar - 1978: Cafer'in Çilesi | - 1978: Petrol Kralları - 1979: Doktor - 1979: Garibin Çilesi Ölünce Biter - 1979: Köşe Kapmaca - 1979: Vay Başımıza Gelenler - 1981: Şaka Yapma - 1982: Baş Belası - 1983: Davetsiz Misafir - 1983: Dönme Dolap - 1984: Gülümseyen Dünya - 1985: Patron Duymasın - 1985: Yanlış Numara - 1986: Namus Düşmanı - 1999: Güle Güle - 2000: Oyunbozan - 2002: Rus Gelin - 2003: Ömerçip - 2004: Hababam Sınıfı: Merhaba - 2004: Cumhurbaşkanı Öteki Türkiye'de - 2004: Kalbin Zamanı - 2004: Pardon - 2004: Şans Kapıyı Kırınca - 2007: Hayattan Korkma - 2009: Aşk Geliyorum Demez |

#### Serien
- 1988: Güler Misin Ağlar Mısın
- 1992: Biz Bize Benzeriz
- 1992: Zeki Metince
- 1993: Hastane
- 1998: Yerim Seni
- 2001: Dedem, Gofret ve Ben
- 2002: Anne Babamla Evlensene
- 2004: Yabancı Damat
- 2004/2007: Cennet Mahallesi
- 2007: Oyun Bitti
- 2008: Anında Görüntü Show
- 2008: Görgüsüzler
- 2008–2011: Akasya Durağı
- 2014–2015: Kücük Aga

### Regisseur

#### Filme
| - 1977: Aslan Bacanak - 1977: Sivri Akıllılar - 1978: Cafer'in Çilesi - 1978: Petrol Kralları - 1979: Doktor - 1979: Köşe Kapmaca - 1979: Vay Başımıza Gelenler - 1982: Elveda Dostum - 1983: Davetsiz Misafir - 1983: Dönme Dolap - 1984: Kaptan | - 1985: Patron Duymasın - 1985: Yanlış Numara - 1985: Yaz Bitti - 1986: Dikenli Yol - 1986: Namus Düşmanı - 2000: Adada Bir Sonbahar - 2001: Herşey Oğlum İçin - 2002: Rus Gelin - 2003: Ömerçip - 2004: Cumhurbaşkanı Öteki Türkiye'de |

#### Serien
- 1988: Güler Misin Ağlar Mısın
- 1992: Biz Bize Benzeriz
- 1992: Zeki Metince
- 1993: Hastane
- 1998: Yerim Seni
- 2001: Dedem, Gofret ve Ben
- 2002: Anne Babamla Evlensene

### Autor
- 1974: Köyden İndim Şehire
- 1974: Mavi Boncuk
- 1977: Sivri Akıllılar
- 1978: Petrol Kralları
- 1979: Doktor
- 1983: Dönme Dolap
- 2000: Adada Bir Sonbahar
- 2004: Cumhurbaşkanı Öteki Türkiye'de